# 韋梅歧鬚鮠
韋梅歧鬚鮠，為輻鰭魚綱鯰形目倒立鯰科的其中一種，為熱帶淡水魚，分布於非洲奈及利亞Ogun、貝南Oueme及多哥Mono流域，體長可達15.7公分，棲息在底中層水域，生活習性不明。